# Фонтана (Фрозиноне)
Фонтана (итал. Fontana) је насеље у Италији у округу Фрозиноне, региону Лацио.
Према процени из 2011. у насељу је живело 19 становника. Насеље се налази на надморској висини од 403 м.